# 香港大學百週年校慶
香港大學百週年校慶是香港大學為慶祝創校一百週年的一連串活動。2011年1月9日百周年啟動禮之後，多個講座及展覽亦陸續舉行。

## 背景資料
2012年9月啟用的的百周年校園，為學生和教職員提供一個更優秀的環境，協助港大實踐其成為世界頂級學府的目標，亦是為了應付三三四高中教育改革對校園空間的額外需求、紓緩現有校園的用地不足情況而設。新校園主要供文學院、社會科學院及法律學院使用。

## 校慶典禮
2011年8月18日，百週年校慶典禮在陸佑堂舉行，現場保安嚴密，前排位置預留給一眾校內保安和要員保護組。記者經安全檢查進場後，被安排在上層遠距離拍攝，由港大校監曾蔭權爵士主禮。參加典禮的包括港大師生、校友和嘉賓等共600人，當中包括20位來自本地、內地和海外大學的校長，比較矚目的嘉賓包括中華人民共和國國務院副總理李克強、時任蘇格蘭鴨巴甸大學校監衛奕信勳爵。
有機會親自接觸國務院副總理李克強的謝同學稱，自己曾當面向李克強介紹了港大百年歷史，但沒有反映任何訴求。當被記者問到介紹的港大歷史是否包括豎立港大達14年、悼念六四受害者的國殤之柱時，謝同學稱國殤之柱「並非」港大百周年校慶的介紹內容。
眾嘉賓相繼發言，徐立之校長在發言時強調香港大學邁向創校一百周年后，亦將肩負更重要的使命，應當視自己為中國的一所重要的學府，以迎合中國經濟和社會的發展需要。前任港督，時任鴨巴甸大學校監衛奕信勳爵則回憶50年前於港大的生活，談到當時未被商業社會污染的港大校園，亦讚揚港大建校百年的成就，又談到當年鴨巴甸大學校友協助後來推翻滿清的孫中山的故事，並表示：「港大人才輩出，本人亦深信其傑出的校友將繼續支持母校。港大目前擁有來自香港境內外的優秀學生，他們有幸入讀港大，而本人亦因曾入讀港大並取得榮譽學位、成為港大大家庭一份子而與有榮焉。」副總理李克強在衛奕信發言之后表示：「今天的香港大學，已躋身國際高等學府前列。這是香港的光榮，也是國家的驕傲。」

### 座次安排

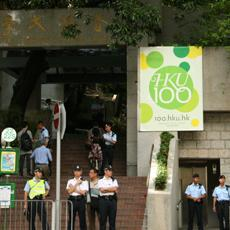
香港大學一百周年慶典

下表是當時出席校慶典禮的嘉賓及其座次：
| 座次         | 嘉賓                                                                             |
| 正中位置     | 中共中央政治局常委、國務院副總理李克強                                           |
| 最右邊最前排 | 香港首富、長江實業主席李嘉誠、全國人大常委范徐麗泰、「賭王」何鴻燊及其女兒何超瓊 |
| 最左邊最前排 | 隨李克強訪港的中央官員                                                           |
| 右邊第二排   | 恒基地產主席李兆基、新世界集團主席鄭裕彤、新鴻基地產副主席郭炳江                 |

### 保安安排及爭議

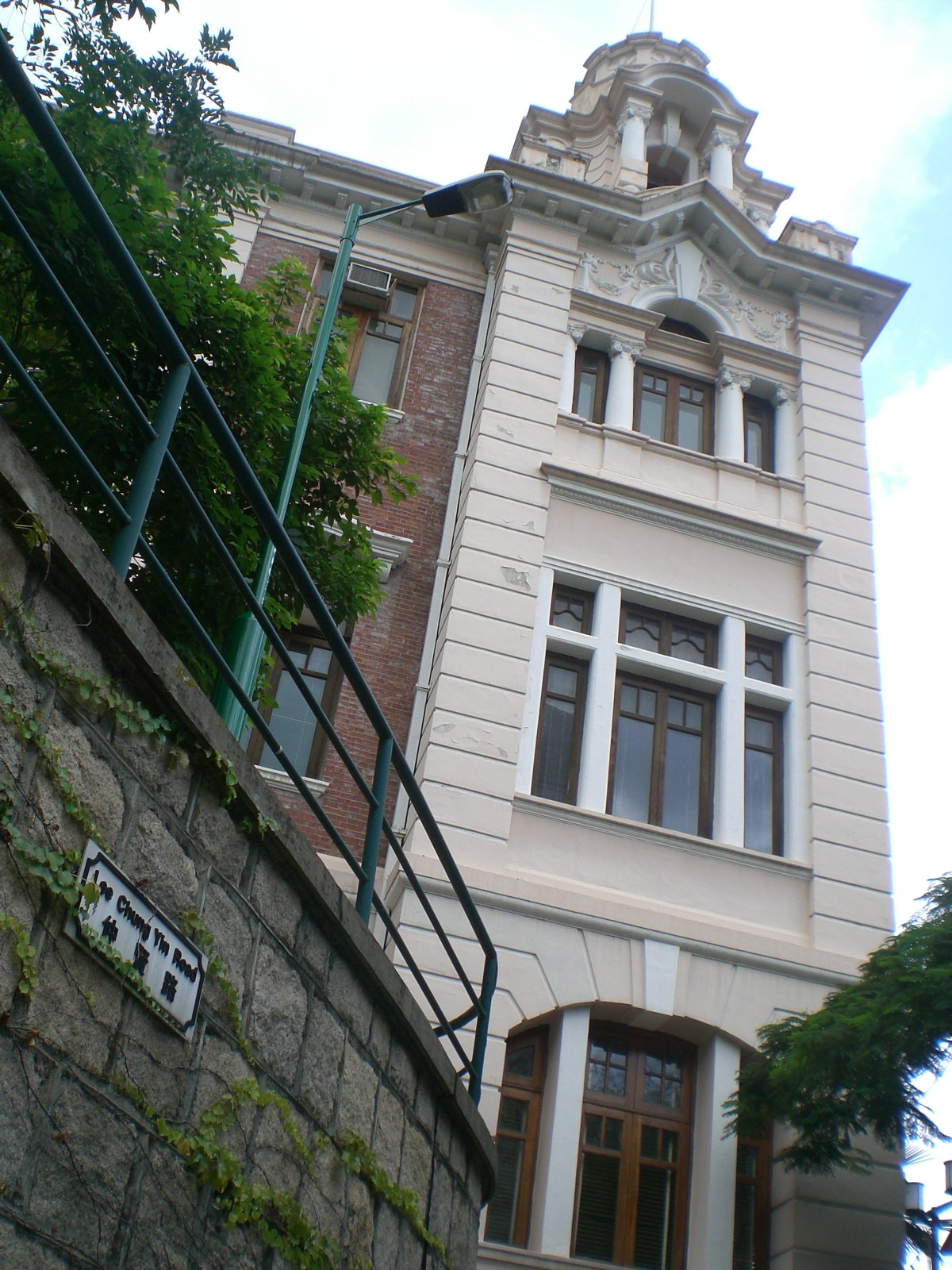
香港大學本部大樓陸佑堂，香港大學百周年慶典舉行地。

港大校方在得悉李克強出席香港大學百周年慶典儀式后，與警方事前三次商討保安安排，校方宣稱只是設立交通管制區，但警方卻聲稱校方主動要求警方擴大管制範圍，包括梁球鋸樓底層二樓對出的範圍以及太古橋。
港大校園原只有 20名保安員，警方要求港大校方增聘60名保安員，校方因而臨時聘用外援。不過，警方在8月17日早上發現有人在facebook開設群組，號召港大校友、市民在 8月18日當日遊行，於太古橋集合，目的地是舉行慶典的本部大樓陸佑堂。警方大為緊張，以形勢有變為由，要求港大校方再增聘50名保安員，港大校方表示無法做到要求，警方即表示由他們補充人手，校方願意配合，只是不知道警方派出多少人。
翌日警方以保護李克強為理由，前所未有的出動大量警力進入學園，完全出乎港大校方意料之外，並且封鎖校園部份範圍，東閘西閘封閉，巴士站停止使用。當時，校方給學生的電郵之中，太古橋只是列作雙線行車道，並非禁區。不過警方聲稱在8月17日夜晚和大學保安達成共識，由於太古橋佇立於懸崖上，易生危險。因此警方以保護領導人安全為理由，將太古橋劃為紅色保安區。
根據香港傳媒報道，要員保護組與西區警署高層曾對是否封鎖太古橋問題有分歧，西區警署的高層認為不需封鎖太古橋，李克強的車隊可經本部大樓旁的東、西閘離去，但是要員保護組堅持所有出口必須暢通，最后警方採用了要員保護組的方案。港大校方既不滿警方沒有向校方通知補充人手的數目，亦不能接受警方宣稱，應港大校方邀請派遣大量警力「接管校園」的說法。港大校方指警方援引法例，因此沒有恰當理由反對警方對校園的保安安排。

## 場外示威
2011年8月18日，有示威學生欲經太古橋入校，企圖遊行到典禮會場本部大樓陸佑堂。警方要求學生關掉揚聲器才放行到較近太古橋的地方示威，引起示威學生的不滿和衝突。

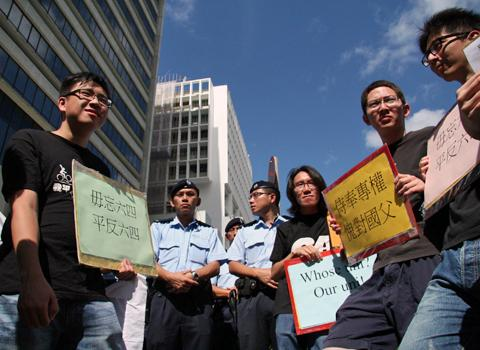
港大校友抗议李克强访问

2011年8月18日約早上9時半，香港專上學生聯會成員香港大學二年級學生李成康（政治與行政學系）和香港理工大學學生黃佳鑫及嶺南大學學生鄧建華，欲觀摩太古橋示威學生，考慮是否一同參與示威。他們一行人由學生會出發，經梁銶鋸樓到底層二樓，打算由樓梯口走出去。當時樓梯門沒有鎖，有需要的師生經校園保安查問後仍可進出。但一出門口，立時被四方八面而來的警察圍堵，相信和他們當時穿着平反六四衣裳，被警方盯上有關。當時學生詢問為什麼這樣做，警方以安全理由回答，李成康宣稱有名高級警官一聲下令：「推他們！」三人被警方推到後樓梯，其間一名示威者大叫「天理何在」。李成康向在場記者呼救，高舉雙手，以示自己只有手提電話，警方再推，李成康和另一人被推倒在地，警方接著緊閉大門，阻擋後樓梯的出入口，李成康等人質問警察的行為是否侵害人身自由，警方不予理會，也沒有表示學生可以離開。10-20分鐘以後，警察將之交予大學保安接手，保安員指阻撓他們是為了保障他們的個人安全，再往前會有危險。三人要求保安代為提取警察資料，亦要求打開門隙透氣，均不得要領，保安表示警方不容許，三人被困40分鐘，直至典禮完畢以後才放行。
事後，李成康接受記者採訪，語帶哭音，道：
{{cquote|「我傷心什麼，一來是警方的做法，二是校方這樣對待學生，我對這間學校非常的失望。我希望校方不要再為政治向中央獻媚，徹底去捍衛大學價值，徹底去令這間學校真正成為一個自由的學校，而不是因為有一個政要來這間學校，一個普通的學生連他走了二年的路，他今天都不能再踏足，這件事我對學校是非常的失望，我希望學校不會再犯這個錯……無論阻撓有多大，無論我們今天給警方有多少的推撞和強權，這個政治的工具有多大，我作為一個港大的學生，我都會堅持平反六四的追求和決心。

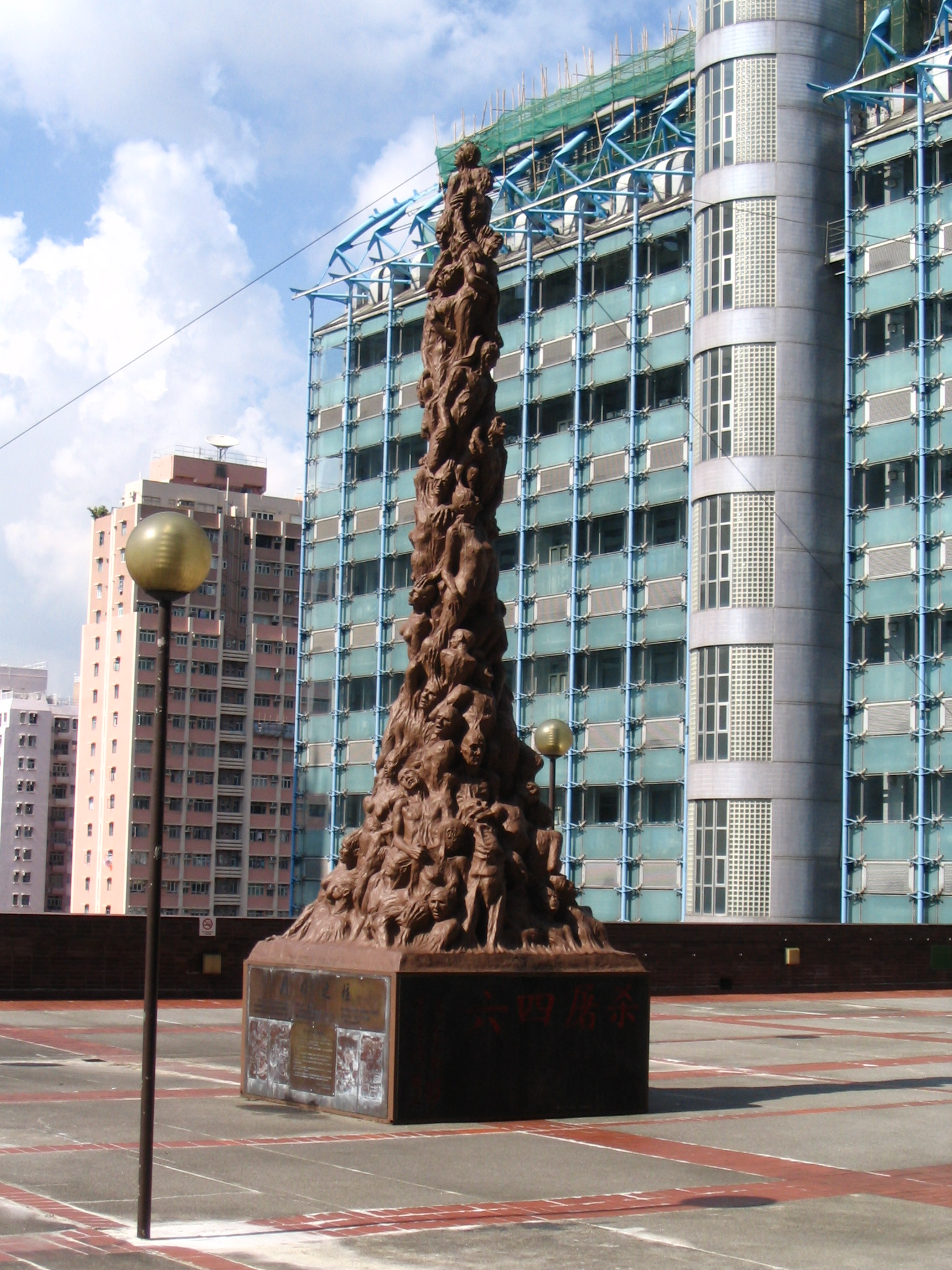
當謝同學被記者問到，向國務院副總理李克強介紹的港大歷史是否包括國殤之柱時，他稱國殤之柱「並非」港大百周年校慶的介紹內容

李成康亦向記者表示自己行了500天太古橋，想像不到因為權貴的出現，就禁止學生往來太古橋，又稱近20個警察和保安應付3個手無寸鐵的學生，是十分荒謬的事情，更對港大校方未有即時提供協助倍感失望。
港大職員協會會長陳捷貴承認校方和警方應檢討今次保安安排。不過他稱，已向當時在場的港大保安了解事件，知悉當時學生是從徐展堂樓前往梁銶琚樓，學生被推入樓梯後，可原路折返，但學生當時未有這樣做。李成康亦在2011年8月24日的電台節目上承認這一點，也沒有嘗試要求警方讓他們離開，警方及保安亦沒有表示他們可以從徐展堂樓出口離開。他解釋3人都對當時情況不知所措，不知道在禁閉環境下，警方有甚麼行動。理大前學生會會長黃佳鑫則反駁，是警方先推他們入後樓梯，港大保安才入內要求他們原路折返，而並非陳捷貴所稱，保安先要求他們折返，然后警方推他們入後樓梯。港大發言人回應，目前正向當日在場人士了解事件經過，承諾會稍後跟進。
在李成康等3名學生被困其間，太古樓的示威隊伍再度嘗試進入太古橋，但被警方截停。他們高叫「我有權還書」、「我有權回校」，要求警方放行。李克強在稍后一小時離開陸佑堂，警方才通知保安員釋放示威者。

## 爭議
經港大校方嚴格篩選出席嘉賓，政府高度保安下，香港大學百週年校慶典禮被傳媒形容以四大地產商為首，加上大批高官權貴以及要員保護組的「河蟹騷」。

少數前高官港大校友獲邀出席，包括前財政司司長梁錦松、前教育統籌局常任秘書長羅范椒芬等。鄰近李克強經過的部份通道位置，則預留給要員保護組，記者只能拍攝到下層前10行的位置，現屆港大學生代表少之又少。
對於港大校慶典禮的出席嘉賓多數是高官權貴和富豪，有輿論質疑港大校方挑選出席慶典的嘉賓的準則。港大校方回應，指陸佑堂面積及座位有限，不能公開接受報名，因此李嘉誠、李兆基和何鴻燊等曾捐助香港大學的富豪有資格出席。另一方面，港大校方亦稱有邀請曾為百周年校慶出力的校友。不過校友如陳方安生、李柱銘等人，因未在校慶期間出力協助，故未有邀請。不過港大拒絕公開嘉賓名單，擔心一旦公開名單，或會令不在名單上的名人尷尬，影響以後籌款工作。
此外，港大校方表示，獲安排與李克強見面的學生，約有10分鐘時間與李克強面談，若他們當時喊「平反六四」，校方也無意制止，但他們沒有這樣做。
典禮期間，校方安排副總理李克強坐上「校監椅」，這亦引起爭議，因為校監椅由誰人坐，本身有一套規則。除校監之外，只有校監不在場，由副校監坐上，若副校監也不在場，依序以校長使用，時任校監是曾蔭權，副校監李國寶，和校長徐立之。三人同時在場，曾蔭權坐在李克強旁，而另一位嘉賓，以鴨巴甸大學校監身份參加典禮的前香港總督衛奕信被安排坐後排位置。校方聲稱，其他儀式中為主禮嘉賓安排校監椅，以往曾發生過。
不過輿論質疑李克強在港大無名無份，亦不是港大校監，卻在典禮中坐上校監椅，令人覺得港大校方甘願向國家領導人稱臣。港大校方回應指，李克強可坐上這張椅，因為典禮並非頒授學位典禮，否認向中央獻媚。
2011年9月1日港大校方再次澄清，李克強當日坐的是貴賓椅，椅背雕花與校監椅不同，2010年釋星雲法師在港大講學時也坐過。

典禮當日有學生在校園示威，但是被警察阻撓，甚至有學生被警員及校方保安人員限制於後樓梯的爭議。校長徐立之等被校友譴責他沒有守衛港大的言論自由，使八月十八日成為創校以來最黑暗的一日，要求港大管理層向師生校友道歉。
校慶典禮的其他爭議還包括矮化主禮嘉賓之一的衛奕信勳爵，包括未有提及其前香港總督身份，以及在大合照時被安排站在第二排側邊之位置。

## 各界回應

### 港大校友及學生回應
李克強到訪港大之前，港大學生只收到校方的「封路通知」而非校慶典禮的「邀請信」，因而引起部分港大內地學生的不滿，抱怨無權出席校慶典禮，既沒讓港大學生網上報名，而且只個別邀請「了解及支持大學發展」的來賓及城中富豪，指責校方舉辦「閉門校慶」。
部分港大學生、校友亦怒斥校方向中共獻媚，喪失港大尊嚴，愧對國父孫中山，痛斥校方使港大「校格淪亡」、「亡德作賊」，要求校方公開道歉。
下表是港大校友對港大818事件，以及徐立之態度的回應：
| 港大校友 | 身份                          | 回應 |
| 張韻琪   | 2000年港大學生會會長          | 斥責港大「護主心切」，歷年港大校園示威者從未如今次般，遭受警方或保安的粗暴對待 |
| 張銳輝   | 1991年港大學生會會長          | 質問港大校方，是否向當權者投降，不再捍衛學生的表達自由，更以自己曾經歷1993年國殤之柱入港大的大型示威作例子，指當時警方當年也沒有推走示威者。 |
| 張家敏   | 1982年港大學生會會長 全國政協 | 出席港大8月26日燭光集會期間表示，北京政府對太古橋有平反六四標語、豎立國殤之柱雕塑已很包容。他感覺在香港，「六四」一詞已被人挾持，而太古橋上的字句只反映部分事實，而大家絕對不敢面對全面事實。他對警方安排有意見，認為他這些被校友批評的人物才需被保護，但卻引起在場人士喝倒采。 |

### 港大校長徐立之回應
下表是徐立之在李克強離開港大后，面對港大校友的指控的作出的回應：
| 指控                                           | 徐立之回應 | 校友回應                                                                 |
| 指徐出賣大學精神，行為可恥，容許警方佔領校園。 | 港大很多同學都沒有機會見到李克強 |                                                                          |
| 向中共獻媚                                     | 初時頻頻迴避提問，直至有人怒斥徐不要再講廢話，他才改變態度，指領導人來臨並無政治獻媚，又反問同學是否應該拒絕領導人到訪                             | 校友質疑大學的價值是否要由李克強去肯定                                   |
| 向中共獻媚                                     | 指李克強訪校是對港大的肯定 | 校友質疑大學的價值是否要由李克強去肯定                                   |
| 不許港大學生進入陸佑堂                         | 場地太小，不能容納太多人 |                                                                          |
| 邀請李克強訪問港大的原因                       | 指港大已不再是香港的大學，只是中國國土上的一間國際大學，在中國有很重要的角色。翌日修正言論指自己「口快講錯」，準確意思是「港大不只是香港的大學」。 | 不少校友擔心港大漸漸「大陸化」。                                         |
| 邀請李克強訪問港大的原因                       | 指自己不是校慶活動籌備人，不清楚安排，李克強訪問港大是李自己安排。后來港大公關透過電郵向傳媒澄清，李克強是應港大邀請訪校。                         | 校友譁然，不相信李克強是「不請自來」                                     |
| 默許警方濫權                                   | 曾與警方溝通，表示學校有學術及言論自由，但亦明白警方要保護領導人訪港時的安全。                                                                     | 校友對徐的回應不滿，有人高呼：「我的校舍，風能進，雨能進，公安不能進！」 |
| 默許警方濫權                                   | 迴避會否就警方濫權採取法律行動，表示起訴是律政署的責任。                                                                                           | 李成康認為徐立之態度沒有誠意，即場離席抗議。                             |

### 政界人士回應
2011年9月4日的《城市論壇》上，全國政協委員劉夢熊力撐警方在李克強訪港期間的保安措施，認為若警方不採取嚴格措施，八月十八日的陸佑堂就會變成較早前於科學館舉行、被衝擊的遞補機制論壇。
不過，聲稱被禁錮的港大學生李成康即時反駁指，過往從未有政要在校內被衝擊，批評對方講法是「幻想」。劉夢熊當場反擊，指李在前無去路但後有退路的情況下仍聲稱被「禁錮」，才是「幻想」。李成康即反駁，指自己有質問警員是否禁錮，但警員沒有回應。雙方要記協主席麥燕庭打圓場，指學生當時是心理上覺得被禁錮。

## 新聞來源
1. ↑  .   [2011-08-26]. （原始内容存档于2015-05-14）. （页面存档备份，存于）
2. ↑  百周年校園官方網站 的存檔，存档日期2013-01-23.
3. 1 2 3 4 5 6  蘋果日報：港大百周年 忘國殤戀權貴，2011年08月19日
4. ↑  .   [2011-08-26]. （原始内容存档于2015-05-14）. （页面存档备份，存于）
5. ↑  .   [2011-08-26]. （原始内容存档于2015-05-14）. （页面存档备份，存于）
6. ↑  關徐立之教授的講辭[永久]
7. ↑  衛奕信勳爵的講辭[永久]
8. ↑  . 香港大學新聞稿. 2011年8月18日  [2011年8月26日]. （原始内容存档于2015年5月14日）. （页面存档备份，存于）
9. 1 2 3 4 5 6 7 8 9 10 11 12 13 14 15 16 17 18 19  蘋果日報：港大揭露 8.18三疑團，2011年09月02日
10. ↑  . 新城新聞網. 2011年8月30日  [2011年9月2日]. （原始内容存档于2016年3月4日）. （页面存档备份，存于）
11. ↑  星島日報：港大就保安安排說法矛盾[]， 2011年8月19日
12. 1 2 3  
. 無線電視 《新聞透視》. 2011年8月27日.
13. ↑  
. 成報. 2011年8月31日.[]
14. ↑  . 新城新聞網. 2011年8月18日  [2011年9月2日]. （原始内容存档于2016年3月4日）. （页面存档备份，存于）
15. 1 2 3 4 5 6 7 8 9  蘋果日報：李克強出席百年校慶 警鎮壓學生 大學之道 大學之恥 哭港大 （页面存档备份，存于），2011年08月19日
16. 1 2 3 4 5 6 7  星島日報：「非法禁錮」鬧不同版本[]2011年8月25日
17. 1 2  明報：未能表達平反六四訴求 港大生激動落淚[]，2011年8月19日
18. ↑  《控禁錮須有「想走」意圖 李成康：當時無諗過》，頭條網，2011年8月25日
19. ↑  
. 明報. 2011年8月20日.[]
20. 1 2  蘋果日報：老中青校友火滾：令我哋蒙羞，2011年08月20日
21. ↑  BBC中文網：港大學生擬控告警方非法禁錮違憲 （页面存档备份，存于），2011年8月25日
22. ↑  頭條日報：港大生聯署信譴責 徐立之連任現危機，2011年08月24日
23. ↑  明報：沈旭輝專欄：港大眾裏尋他 ﹕衛奕信坐在哪裏?[永久]2011年08月22日
24. ↑  明報：港大內地生：憤怒無權出席校慶[]，2011年08月21日
25. ↑  明報：集會者心聲--全國政協、82年學生會會長張家敏：818不是言論自由問題[]，2011年8月27日
26. 1 2 3 4 5 6 7 8  蘋果日報：向學生解畫 稱不清楚李克強到港大安排 獻媚權貴 徐立之卸得就卸，2011年8月20日
27. 1 2  星島日報：徐立之為李克強到訪安排解畫[]，2011年8月20日
28. ↑  蘋果日報：特稿：受害學生李成康：呢個校長冇承擔，2011年8月20日
29. ↑  星島日報：四公務員工會譴責政治暴力[永久]，2011年9月5日